# Maison au 28, rue Principale à Oberbronn
La maison au 28, rue Principale est un monument historique situé à Oberbronn, dans le département français du Bas-Rhin.

## Localisation
Ce bâtiment est situé au 28, rue Principale à Oberbronn.

## Historique
L'édifice fait l'objet d'une inscription au titre des monuments historiques depuis 1932.